# Cantone di Chartres-1
Il Cantone di Chartres-1 è una divisione amministrativa dell'arrondissement di Chartres.
È stato costituito a seguito della riforma approvata con decreto del 24 febbraio 2014, che ha avuto attuazione dopo le elezioni dipartimentali del 2015.

## Composizione
Comprende parte della città di Chartres e gli 11 comuni di:
- Berchères-Saint-Germain
- Briconville
- Challet
- Champhol
- Clévilliers
- Coltainville
- Fresnay-le-Gilmert
- Gasville-Oisème
- Jouy
- Poisvilliers
- Saint-Prest